# Ruffey-lès-Echirey
Ruffey-lès-Echirey is een gemeente in het Franse departement Côte-d'Or (regio Bourgogne-Franche-Comté). De plaats maakt deel uit van het arrondissement Dijon. Ruffey-lès-Echirey telde op 1 januari 2022 1.404 inwoners.

## Geografie
De oppervlakte van Ruffey-lès-Echirey bedraagt 11,12 km², de bevolkingsdichtheid is 119 inwoners per km² (per 1 januari 2019).
De onderstaande kaart toont de ligging van Ruffey-lès-Echirey met de belangrijkste infrastructuur en aangrenzende gemeenten.

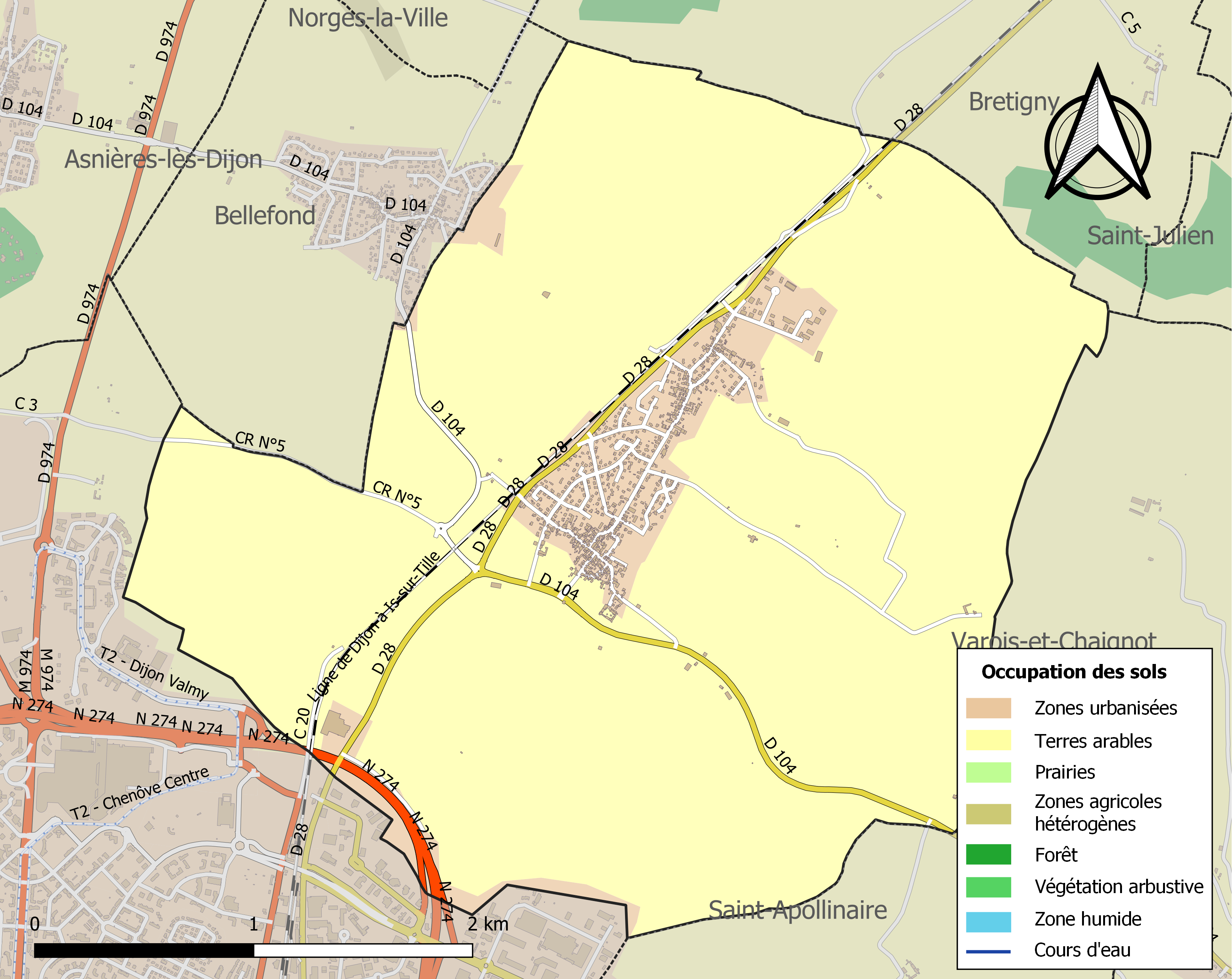

## Demografie
Onderstaande figuur toont het verloop van het inwonertal (bron: INSEE-tellingen).